# Піт-стоп
Піт-сто́п (англ. pit stop — «зупинка в ремонтній зоні») — це зупинка гонщика в боксах своєї команди під час автомобільних перегонів для дозаправлення, заміни шин, налаштувань або швидкого ремонту автомобіля. Успішне виконання піт-стопа потребує злагодженої роботи всієї команди, відточеної під час численних тренувань. У деяких автоспортивних серіях виконання обов’язкового піт-стопа є невід'ємною частиною перегонів.
Англійське слово pit-stop походить від англ. repair pit («ремонтна яма»), оскільки перші автомобілі доводилося обслуговувати знизу — тобто з оглядової ями або з естакади.

## Піт-стоп в«Формулі-1»

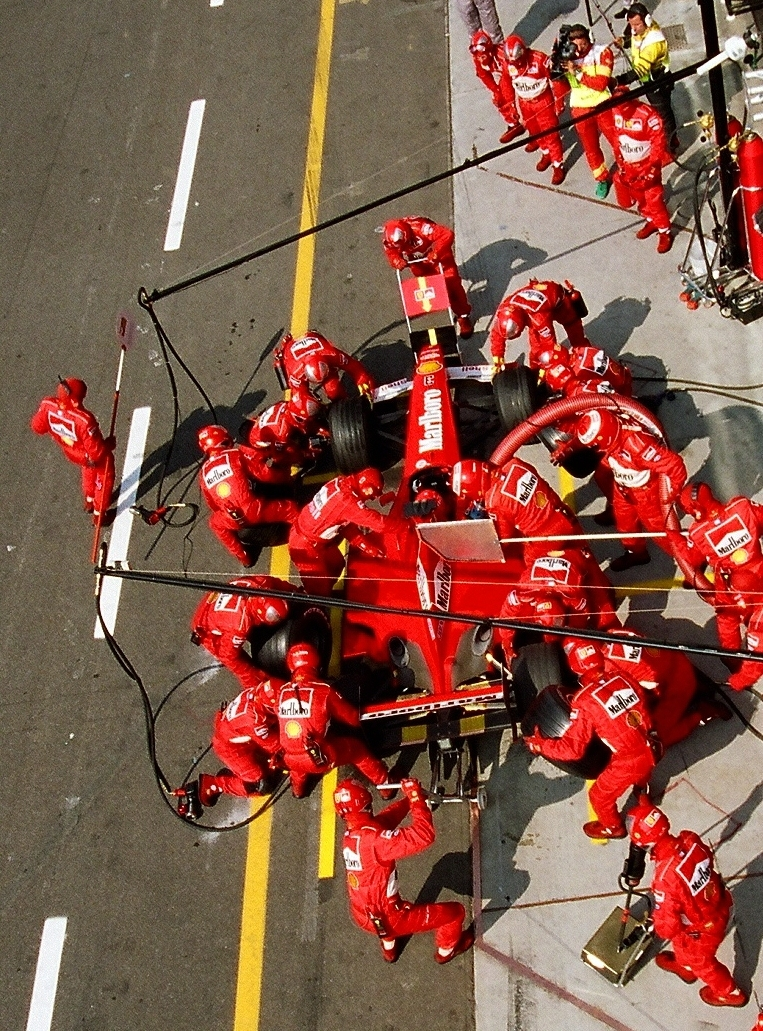
Міхаель Шумахер на піт-стопі.

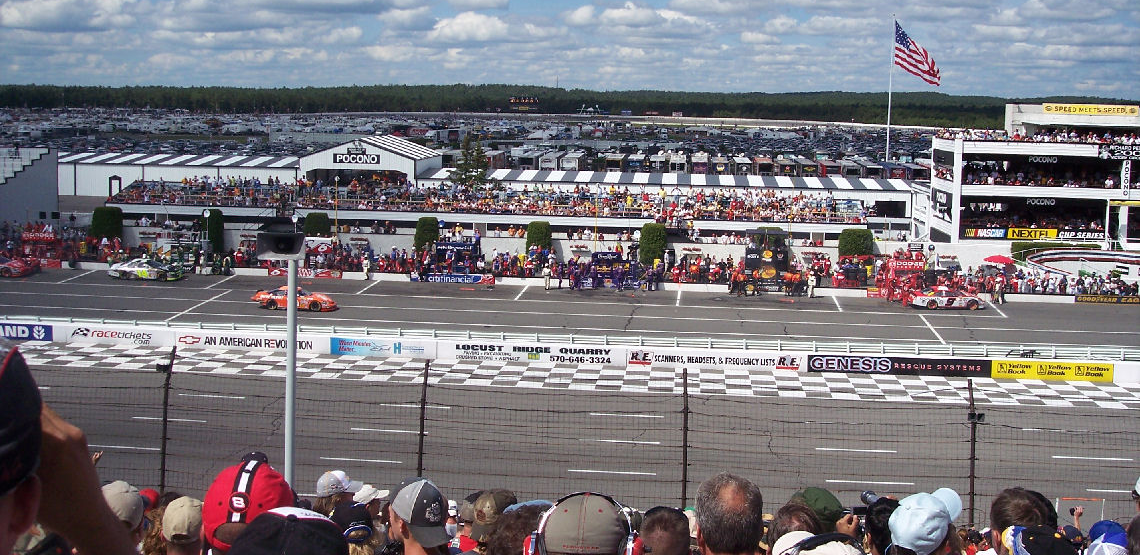
Піт-лейн на «Pocono Raceway»

### Порядок виконання
1. Повідомлення про піт-стоп.
  1. Команда інформує гонщика через радіозв’язок про готовність прийняти автомобіль на піт-стоп.
  2. У деяких випадках сам гонщик повідомляє, що зупинка необхідна (наприклад, через проблеми з гумою або пошкодженням машини).
2. Підготовка до піт-стопу.
  1. Бригада механіків виходить на піт-лейн з необхідним обладнанням.
  2. Гонщик на поточному колі замість продовження гонки звертає на піт-лейн.
3. Обмеження швидкості
  1. В'їзд на піт-лейн позначений білою лінією, з якої починає діяти обмеження швидкості (зазвичай 100 км/год). Гонщик має підвести автомобіль до цієї позначки з такою швидкістю, щоб не перевищити встановлений ліміт.
  2. Для полегшення дотримання швидкісного режиму автомобіль оснащено обмежувачем обертів двигуна (лімітатором), який не дозволяє перевищити визначену кількість обертів, а відповідно — і швидкість на першій передачі. Зазвичай лімітатор налаштований із невеликим запасом, наприклад, на 98 км/год.
  3. Обмеження швидкості діє до спеціальної позначки на виїзді з піт-лейн.
4. Переміщення піт-лейном
  1. Під час в'їзду на піт-лейн гонщик натискає кнопку відкриття кришки бензобака.
  2. Він під’їжджає до боксів своєї команди з максимально дозволеною швидкістю.
  3. Щоб допомогти зорієнтуватися, старший механік виходить із табличкою (так званий «льодяник»), вказуючи місце зупинки.
5. Зупинка в боксах.
  1. Будь-які роботи з машиною дозволені лише після її повної зупинки.
  2. Завдання гонщика — точно зупинитися у відведеній зоні перед своїми механіками.
  3. Надто повільна зупинка ускладнить роботу команди, а надто швидка може призвести до промаху мимо потрібної точки.
  4. Орієнтиром зазвичай є механік із переднім підйомником або той, хто тримає руку прямо над передньою шиною.
6. Робота над машиною.
  1. Механіки спереду і ззаду піднімають автомобіль. Якщо заміна шин не потрібна, підйом може не виконуватись.
  2. У разі пошкодження антикрила механіки можуть замінити відповідну деталь.
  3. Старший механік опускає табличку зі стороною, що містить напис — наприклад, «Brakes» або «Stop», — яка сигналізує гонщику тримати ногу на педалі гальма. Напис не є стандартизованим.
  4. Біля кожного колеса працює троє механіків:
    - один знімає й надягає колесо за допомогою гайковерта;
    - один подає нове колесо;
    - один забирає зняте.

  5. Після встановлення колеса механік піднімає руку, сигналізуючи про завершення роботи.
  6. Зазвичай заміна всіх чотирьох шин триває 4–5 секунд.
  7. Після цього машину опускають на асфальт.
  8. Двоє механіків очищують повітрозабірники, ще один протирає забрало шолома гонщика.
  9. Можуть також виконуватися додаткові дії:
    - зміна кута атаки антикрила;
    - зняття показників із датчиків шин тощо.

  10. Після завершення всіх робіт старший механік повертає табличку іншою стороною з написом на кшталт «1st Gear» або «Ready» — це сигнал гонщику увімкнути першу передачу і готуватись до виїзду.
7. Повернення на трасу.
  1. Відповідальність за випуск автомобіля несе виключно старший механік.
  2. Він дає дозвіл на виїзд лише після того, як:
    - усі роботи завершено;
    - нікого немає на траєкторії;
    - інші машини не наближаються по піт-лейн.

  3. Після перетину позначки, що скасовує обмеження швидкості, гонщик відключає лімітатор обертів і закриває кришку бензобака.
  4. Виїзд із піт-лейн відокремлений від траси суцільною білою лінією. Перетинати її заборонено — це може створити небезпечну ситуацію для інших учасників гонки.
  5. Оскільки шини ще не прогріті до робочої температури, гонщику зазвичай потрібно одне або два кола, щоб шини досягли оптимального зчеплення з трасою.

### Штрафи
- Грошовий штраф (250 доларів США за кожен км/год перевищення ліміту) — накладається за перевищення швидкості на піт-лейн під час вільних заїздів (практик) та кваліфікації.
- Проїзд через піт-лейн або 10-секундний штраф «стоп-енд-гоу» — застосовується за перевищення швидкості на піт-лейн під час гонки, а також за перетин білої лінії при виїзді з піт-лейн.

## Піт-стоп в NASCAR

### Порядок виконання
1. ППовідомлення про піт-стоп.
  1. Команда повідомляє гонщика через радіозв'язок про готовність до піт-стопу.
  2. Або ж сам гонщик ініціює зупинку, інформуючи команду про необхідність обслуговування.
  3. Пілот і крю-чиф (керівник екіпажу) обговорюють обсяг робіт:
    - лише дозаправлення;
    - дозаправлення із заміною правих шин;
    - або повне обслуговування з дозаправленням і заміною всіх чотирьох шин.
2. Підготовка до піт-стопу.
  1. Бригада механіків виходить на піт-лейн із необхідним обладнанням.
  2. На своєму поточному колі гонщик звертає на піт-лейн, замість того щоб продовжити гонку.
3. Обмеження швидкості.
  1. Заїзд на піт-лейн закінчується білою лінією, яка вказує на початок дії обмеження швидкості (зазвичай 60 миль / год). Гонщик повинен підвести машину до цієї позначки з такою швидкістю, щоб не перевищити це обмеження. У NASCAR немає автоматики, що допомагає гонщикові дотримуватися цього обмеження, він повинен підтримувати необхідні оберти двигуна самостійно.
  2. Обмеження за швидкістю діє до відмітки на виїзді з піт-лейн, засічка проводиться на кількох контрольних точках, і якщо гонщик перевищить швидкість між ними, то це не буде помічено й він не буде оштрафований. Положення контрольних точок тримається в таємниці.
4. Переміщення піт-лейном.
  1. Гонщик рухається піт-лейном з максимально допустимою швидкістю до позиції своєї команди.
  2. Старший механік виходить із табличкою («льодяником»), вказуючи точне місце зупинки перед боксами.
5. Зупинка в боксах.
  1. Усі роботи дозволено проводити лише після повної зупинки автомобіля.
  2. Завдання гонщика — зупинитися точно перед механіками у відведеному місці.
  3. Надто повільний під’їзд ускладнює роботу команди, а надто швидкий — може призвести до промаху повз точку зупинки.
6. Робота над автомобілем.
  1. Кількість механіків, які мають право обслуговувати автомобіль, суворо обмежена — до семи осіб.
  2. Інші члени команди можуть допомагати, але не мають права перетинати піт-уолл (захисний бар’єр). Порушення цього правила карається штрафом.
  3. Під автомобіль із правого боку підсувають домкрат. Механік, використовуючи весь тиск свого тіла, підіймає праву сторону.
  4. Чотири механіки одночасно змінюють праві шини:
    - двоє відкручують по п’ять гайок за допомогою гайковертів;
    - ще двоє знімають та встановлюють колеса, відсуваючи зняті до стінки.

  5. Якщо потрібна заміна лівих шин — операцію повторюють з іншого боку.
  6. Повна заміна всіх чотирьох шин зазвичай триває 13,5–14 секунд.
  7. Після цього автомобіль опускають на асфальт.
7. Дозаправлення.
  1. Двоє механіків відповідають за заправку:
    - один тримає каністру з паливом;
    - другий — збирає надлишки пального, які можуть витікати при повному баці (він також сигналізує про закінчення заправки і забирає порожню каністру у разі потреби).
8. Додаткові роботи.
  1. Інший персонал, не перетинаючи піт-уолл, може:
    - очистити повітрозабірники;
    - передати гонщику воду або їжу;
    - відрегулювати кут атаки антикрила;
    - налаштувати амортизатори тощо — з використанням довгих інструментів.

  2. У разі серйозних пошкоджень автомобіль заштовхують за піт-уолл у внутрішню зону боксів — там правила піт-стопу більше не діють.
9. Повернення на трасу.
  1. Відповідальність за випуск автомобіля покладається на механіка, який змінює передні шини.
  2. Він дає сигнал, коли:
    - усі роботи завершено;
    - нікого немає на траєкторії;
    - і по піт-лейну не рухаються інші машини.

  3. Після перетину лінії, яка скасовує обмеження швидкості, гонщик натискає на газ.
  4. Виїзд із піт-лейну відділений суцільною білою лінією, яку водій не має права перетинати, щоб уникнути аварійних ситуацій з болідами, які вже перебувають на трасі.
  5. Оскільки встановлені шини ще не прогріті до робочої температури, автомобілю зазвичай потрібно одне або два кола, щоб шини набрали необхідне зчеплення з трасою.